# Liste de ponts du département de la Loire

## Ponts de longueur supérieure à 100 m
Les ouvrages de longueur totale supérieure à 100 m du département de la Loire sont classés ci-après par longueurs décroissantes d'ouvrages.

## Ponts de longueur comprise entre 50 m et 100 m
Les ouvrages de longueur totale comprise entre 50 et 100 m du département de la Loire sont classés ci-après par gestionnaires de voies.

## Ponts sur la Loire
- Pont, Pouilly-sous-Charlieu - Briennon
- Pont, Vougy - Roanne
- Pont, Roanne (route nationale RN7)
- Pont sur la Loire de Roanne (départementale D504) improprement appelé Pont du Coteau mais implanté en dehors des limites de cette commune.
- Pont ferroviaire, Roanne
- Pont, Commelle-Vernay - Villerest
- Barrage de Villerest, Commelle-Vernay - Villerest
- Pont de Presle, Cordelle - Bully
- Pont de la Vourdiat, Saint-Jodard - Saint-Paul-de-Vézelin
- Pont de la digue de Pinay - Saint-Georges-de-Baroille
- Pont, Balbigny - Saint-Georges-de-Baroille
- Pont, Balbigny - Nervieux (autoroute A89)
- Pont, Balbigny - Nervieux
- Pont, Feurs (route nationale RN89)
- Pont, Montrond-les-Bains
- Pont, Rivas - Craintilleux
- Pont, Veauche - Veauchette (route départementale D54)
- Pont, Andrézieux-Bouthéon - Veauchette (autoroute A72)
- Pont, Andrézieux-Bouthéon - Saint-Cyprien
- Pont ferroviaire, Andrézieux-Bouthéon - Bonson
- Pont, Saint-Just-Saint-Rambert
- Barrage de Grangent, Saint-Just-Saint-Rambert - Chambles
- Pont du Pertuiset, Unieux - Caloire

## Ponts présentant un intérêt architectural
Les ponts de la Loire inscrits à l’inventaire national des monuments historiques sont recensés ci-après.
- Pont sur la Durèze (vieux) - Chagnon - XVIe siècle
- Pont de pierre sur le Sornin (vieux) - Charlieu - XVe siècle ; XVIIIe siècle ; XIXe siècle
- Pont de Chavillon - La Grand-Croix - XIXe siècle
- Pont sur l'Aix - Pommiers - XIVe siècle ; XVe siècle
- Pont du Diable - Pouilly-sous-Charlieu
- Pont sur l'Aix dit de Baffie - Saint-Germain-Laval - XIVe siècle
- Pont du Diable à Vérine - Saint-Marcellin-en-Forez - XIIe siècle ; XIVe siècle
- Pont du premier chemin de fer - Villars - XIXe siècle

## Sources
Base de données Mérimée du Ministère de la Culture.